# Dværgflagermus
Dværgflagermusen (Pipistrellus pygmaeus) er en flagermus, der er udbredt i Europa og muligvis længere mod øst. I Danmark er den almindelig. Den kan kun skelnes fra pipistrelflagermusen på forskelle i ultralydsskriget og DNA.

## Udseende
Kropslængden er 40 mm og vingefanget ca. 21 cm. Vægten er omkring 5 gram. Udover pipistrelflagermusen ligner den troldflagermus og skægflagermus. De er begge større end dværgflagermusen. Skægflagermusen mangler næsten lappen bag sporebrusken, og ørelåget (tragus) er smallere og mere tilspidset. Troldflagermusen skulle kunne kendes på, at femte finger er over 44 mm og tommelfingerens frie del er længere end håndleddet er bredt.

## Levevis
Dværgflagermusens flugt er forholdsvis retlinet med enkelte sving og løkker. Den flyver i lav højde gerne tæt langs med f.eks. skovbryn og hegn.

## Udbredelse
Dværgflagermusen er almindelig og udbredt over hele landet, bortset fra Bornholm. Den er meget almindelig på den skandinaviske halvø op til 64. nordlige breddekreds. Den er desuden udbredt i Storbritannien, Irland og den Iberiske halvø, mens den er mindre hyppig i Centraleuropa, hvor pipistrelflagermusen dominerer. Mod øst er dens udbredelse ukendt.
Af og til kan man møde store kolonier af denne flagermuseart. Flagermusen overvintrer gerne i bygninger og hule træer.
Dværgflagermusen er, som alle de andre 13 danske flagermusearter, fredet.